# 眼窩
眼窩（がんか、英: orbit、独: Orbita、羅: Orbita）は、眼球の収まる頭蓋骨のくぼみを指す。哺乳類の眼窩は不完全に眼球を覆うものが多いが、霊長目の眼窩は完全に眼球を取り巻くのが著しい特徴となっている。また、眼窩に視神経孔を伴うのは哺乳類の特徴とされている。
以下、注釈のない限りヒトの眼窩について述べる。

## 概要
前頭骨、頬骨、篩骨、蝶形骨、涙骨、上顎骨、口蓋骨の7つの骨が壁をなし、頭蓋内腔と上眼窩裂、視神経孔、下眼窩裂という3つの穴で連絡している。上眼窩裂からは眼球運動に関わる動眼神経、滑車神経、外転神経、額の皮膚感覚を伝える眼神経（三叉神経の第1枝）、上眼静脈が出る。視神経孔（管）からは視覚を伝える視神経、眼球とその付属器を栄養する眼動脈が出る。下眼窩裂からは上顎神経（三叉神経の第2枝）の枝である眼窩下神経と頬骨神経、下眼静脈が出る。
眼窩の大部分は眼球に占められているが、眼球には外眼筋と呼ばれる筋肉がついて眼窩の壁と眼球を結び、眼球の向きを変える運動を担っている。外眼筋は上直筋、下直筋、内側直筋（内直筋）、外側直筋（外直筋）、上斜筋、下斜筋の6つである。上斜筋は滑車神経、外側直筋は外転神経に支配され、ほかの上直筋、下直筋、内側直筋、下斜筋は動眼神経に支配される。

## 部位

### 眼窩縁
眼窩縁（がんかえん）は眼窩の正面側外縁である。眼窩縁はピラミッド形をした骨性眼窩の底面にあたり、上縁・内側縁・下縁・外側縁にわけられる。

#### 眼窩下縁
眼窩下縁（がんかかえん、英: inferior margin of orbit）は眼窩縁の下辺である。眼窩下縁は上顎骨頬骨突起と頬骨で構成される。

##### 眼窩下点
眼窩下点（がんかかてん、英: orbitale）は眼窩下縁の最下点である。オルビターレ、眼窩点とも。
眼窩下点は正面を向いた瞳孔の下あたりに存在する。歯科矯正学におけるセファロ分析（せふぁろぶんせき、英: cephalometric analysis）で重視され、Or とも略される。眼窩下点はフランクフルト平面を設定する際の基準点の1つである。

## 眼窩骨折

### 概要
眼窩を形成する骨は下壁および内壁で極めて薄く、特に下壁は弱いため、外傷によりしばしば眼窩骨折（英: orbital fractures、独: Orbitalfraktur）を生ずる。内壁の眼窩深部で骨折（視束管骨折）が生ずると視神経を圧迫し、高度の視力障害を起こす。この視力障害を浮腫によるものとする説があり、眼窩内壁を除去する減圧術は以前に行われていたものの、現在はステロイドの大量全身投与による浮腫の軽減を図る治療が一般的である。また、それほど大きくない外力が鈍的に眼球に作用した場合に、両眼複視を生ずることがある。その複視においては多くの場合、眼窩下壁に破裂骨折もしくは亀裂骨折が生じており、これは吹き抜け骨折 （英: Orbital blowout fracture、眼窩下壁骨折、眼窩床骨折、眼窩底破裂骨折とも）と呼ばれるが、この骨折部に外眼筋や眼窩内容が嵌頓して眼球運動障害を起こすものである。この結果として生じた場合の複視は上下方向であることが多い。吹き抜け骨折は一般に眼窩下壁（上顎洞上壁）の前下方にあたる最も薄い部分に生じたもののみをいうが、紙様板といわれる眼窩内壁に生じたものを含める場合もあり、下壁、内壁の両方に併発することもある。典型的な症状としては、眼窩内容が上顎洞内に脱出し、眼球上転運動障害、眼球下垂、眼球内陥が起こる。これらの症状がなく、通常の骨折のみの場合には手術は不適応となる。

### 診断と治療
診断には視束管の立体撮影や断層撮影が行われる。両眼性複視の存在、牽引試験 forced duction test 陽性などの結果を参考に、X線写真で診断を確定する。眼窩X線撮影にはウォーターズ法 Waters method と Fueger I 法が用いられる。
手術に際しては外切開もしくは経上顎洞的に行うが、自覚症状が軽度であれば自然寛解による。